# Laguna Blanca (Bolivien)
Die Laguna Blanca ist ein See im Nationalpark Andina Eduardo Abaro in der Provinz Sur Lípez im Departamento Potosí im äußersten Südwesten Boliviens. Durch Einschwemmung von Mineralen entsteht die charakteristische weiße Farbe, von der der See seinen Namen hat. Die Laguna Blanca ist 5,6 km lang und 3,5 km breit. Sie liegt auf einer Höhe von 4350 m.
Direkt westlich der Laguna Blanca und etwa zwanzig Meter niedriger liegt die Laguna Verde, deren grüne Farbe zwischen hellem Türkis und dunklem Grün schwankt. Begrenzt werden die beiden Seen nach Süden hin durch den Licancabur und den Juriques, nach Westen hin durch den Sairecabur und nach Norden durch den Cerro Nelly, die alle bis auf mehr als 5500 Meter aufragen. 

Panoramabild von 2016